# Störfallbeurteilungswerte
Störfallbeurteilungswerte (AEGL für Acute exposure guideline levels) sind  vorgegebene Werte für die sicherheitstechnische Dimensionierung von störfallrelevanten verfahrenstechnischen Anlagen der 
Störfall-Verordnung des Bundes-Immissionsschutzgesetzes.
Zur Planung der Gefahrenabwehr, des Katastrophenschutzes und von Alarmgrenzen werden auf der Grundlage des AEGL-Orientierungsrasters ausgeführt.
Die AEGL-Werte sind toxikologisch begründete maximale Massenkonzentrationen für:
- unterschiedliche Expositionszeiträume (10 min, 30 min, 1 h, 4 h, 8 h).
- Es werden drei sogenannte Effekt-Schweregrade unterschieden:
  - AEGL-1 spürbares Unwohlsein;
  - AEGL-2 schwerwiegende, lang andauernde oder fluchtbehindernde Wirkung;
  - AEGL-3 tödliche Wirkung.

## Einsatztoleranzwerte
1995 bis 1996 beauftragte das damalige Bundesamt für Zivilschutz, das heutige Bundesamt für Bevölkerungsschutz und Katastrophenhilfe (BBK), die TU München mit der Definition von Einsatztoleranzwerten (ETW). Diese wurden für einen Schweregrad und eine Expositionszeit von vier Stunden festgelegt. Die ETW dienen den Einsatzorganisationen als Bewertungsgrundlage für die Definition des Gefahrenbereichs. In Bereichen, die unterhalb des ETW liegen, können Einsatzkräfte somit für eine Dauer von vier Stunden ohne Atemschutz arbeiten, ohne dass sie stärker körperlich beeinträchtigt werden.
Inzwischen werden die ehemals ermittelten Werte aber nicht mehr weiterverwendet, sondern stattdessen die Werte des AEGL-2 bei einer Expositionszeit von vier Stunden genutzt.